# Today (L'Aura)
Today è un singolo italiano del 2005 scritto e interpretato da L'Aura.

## Il brano
Il brano è stato scritto dalla stessa L'Aura e prodotto da Enrique Gonzalez Müller ed è estratto da Okumuki, album d'esordio dell'artista.
Interamente in lingua inglese, raggiunse la 21ª posizione della classifica ufficiale italiana.

## Video musicale
Il videoclip, diretto da Maki Gherzi e girato in California, vede la cantante indossare un abito nero e girare per una spiaggia desolata dove c'è solamente un pianoforte.
È stato reso disponibile al pubblico nella versione "Dual disc" della ristampa del disco Okumuki.

## Classifiche
| Classifica (2005) | Posizione |
| ----------------- | --------- |
| Italia            | 21        |